# Сомнифобия
Сомнифобия или хипнофобия е постоянен ирационален страх от сън. Това състояние често се отключва от скрити маладаптивни или психологически отключващи процеси като посттравматично стресово разстройство.